# El hijo de Neptuno
El hijo de Neptuno (título original en inglés: The Son of Neptune) es el segundo libro de la saga Los héroes del Olimpo, escrito por Rick Riordan. La historia sigue las aventuras de un amnésico Percy Jackson, un semidiós hijo de Poseidón, cuando conoce un campamento romano de semidioses y va a Alaska con sus nuevos amigos Hazel Levesque y Frank Zhang para liberar al dios griego de la Muerte, Tánatos, y ayudar a salvar el mundo de la madre tierra: Gaia.
El libro recibió críticas en su mayor parte positivas y fue nominado al Goodreads Chice Awards 2011, además de aparecer en varias listas de los libros más vendidos. Se vendieron tres millones de copias en tapa dura. Riordan continúa en este libro usando una narración en tercera persona, donde se presentan, al igual que en libro anterior, tres puntos de vista: los de Percy, Hazel y Frank.

## Sinopsis

### Profecía
Marte a Octavio y el campamento Júpiter:
Id a Alaska,

Buscad a Tánatos y liberadlo,

Volved para el anochecer del veinticuatro de junio o moriréis.

### Argumento
El hijo de Neptuno comienza con el amnésico Percy Jackson siendo perseguido por las dos hermanas Gorgonas:Euríale y Esteno, que quieren matarlo para vengar la muerte de su hermana Medusa. Percy, que no tiene recuerdos de su vida pasada excepto de su novia, Annabeth Chase, logra distanciarse de ellas y se topa con Juno, disfrazada como una anciana hippie, que le da dos opciones: llevarla al túnel de Caldecott, al Campamento Júpiter y atravesar el río pequeño Tíber, aunque ella le advierte que al cruzar a través del río va a perder su marca de Aquiles — que le da invulnerabilidad, o retirarse a la seguridad del mar y vivir una vida larga y feliz. Percy decide llevar a Juno con la esperanza de ver a Annabeth de nuevo.
En el túnel de Caldecott se encuentra con dos semidioses: Hazel Levesque y Frank Zhang. Al cruzar el río, Percy ve a Frank quedar atrapado por las Gorgonas que lo persiguen y controla el río para destruirlas. Juno entonces se revela a la gente de allí, que son los habitantes del Campamento Júpiter, el campamento romano para semidioses. Percy es aceptado por la pretora del campamento, una chica llamada Reyna, y se hace parte de la Quinta Cohorte cuando Hazel le patrocina, lo que significa que si él hace algo que tenga pena de muerte, aunque ella no haga nada también la matan. Él, Hazel y Frank entonces van a prepararse para los juegos de guerra de la noche. Durante los juegos, el trío es responsable por la victoria de la cohorte, y después de los juegos Marte aparece. Reclama a Frank como su hijo y envía a Percy, Hazel y Frank en una misión para liberar a Tánatos, el dios de la Muerte, que está preso en Alaska.
En la búsqueda, se encuentran con un anciano llamado Fineas, que todo lo sabe y todo lo ve. Les dice que les revelará la ubicación de Tánatos si capturan a una arpía llamada Ella y la traen ante él. Antes de capturar a Ella, se enteran de que Ella puede memorizar cualquier cosa que lee y decide apostar con Fineas por Ella. Fineas y Percy, acuerdan que cada uno beberá de un frasco de sangre de Gorgona, uno de los cuales mata mientras que el otro cura. Fineas acaba muriendo y el trío descubren la ubicación en el bolsillo de Fineas: Glaciar Hubbard en Alaska.
En el camino a Alaska, Hazel revela que en realidad se suponía que estaba muerta, pero fue rescatada de los Campos de Asfódelos por Nico di Angelo y que hace setenta años fue obligada por su mamá poseída por la diosa Gaia a despertar al gigante Alcioneo pero le impidió despertar, muriendo. En ese momento, Frank revela a Hazel que su vida depende de un trozo de leña que él siempre está cuidando. Si se quema, se muere.
Cuando por fin llegan al glaciar, se encuentran con el estandarte del águila dorada perdida del Campamento Romano y lo más importante, a Tánatos encadenado. Sus cadenas no se pueden romper a menos que se fundan con el "fuego de la vida", la leña de Frank, así que Frank comienza a derretir las cadenas mientras Hazel combate con Alcioneo (el gigante nacido para destruir a Plutón), mientras que Percy conmbate a la legión de fantasmas de Alcioneo. Frank se las arregla para liberar a Tánatos con solo un poco del lado izquierdo de su leño. Frank entonces va a ayudar a Hazel y aprende a usar su poder de la familia, que es la forma de cambiar a cualquier animal. Ataca a Alcioneo y lo aturde, mientras que Percy golpea su espada en el borde del iceberg donde él estaba luchando, partiendo el iceberg y ahogando a la legión fantasma. Frank y Hazel arrastran a Alcioneo a través de la frontera hacia Canadá, donde Hazel lo mata.
Frank y Hazel se reúnen de nuevo con Percy en Alaska y luego el trío se da prisa en volver al Campamento Júpiter, donde, con la ayuda de Tyson, la Srta. O'Leary, y la legión romana defienden al campamento de Polibotes y su ejército. Después de ver el estandarte del águila, la legión recupera la esperanza y lucha con energía renovada. Percy entonces desafía al gigante Polibotes (nacido para oponerse a Poseidón) a un duelo, ya que el resto del campamento combate al resto de los monstruos. Percy llama a Término para ayudarle a derrotar al gigante, porque los gigantes sólo pueden ser derrotados con un dios y un héroe trabajando juntos. Percy finalmente vence a Polibotes después de una batalla usando la cabeza de la estatua de Término como un arma. Después de la batalla de la legión elige a Percy como pretor, uno de los dos líderes del campamento romano. Casi al final, los grupos de semidioses del Campamento Griego de Percy informan su llegada a través de un rollo de vídeo. Él persuade al Senado a confiar en él y dejarlos entrar sin luchar contra ellos ya que el futuro del mundo depende de ambos grupos. Percy luego decide introducir a Hazel y Frank a su otra familia.

## Desarrollo y promoción
En una entrevista con Rick Riordan sobre  El héroe perdido, Riordan fue interrogado sobre el paradero de Percy Jackson. El autor dio a entender que la respuesta se revela al final del libro en donde se tienen una buena idea de dónde está el segundo libro va. El 26 de mayo de 2011, Riordan revela tanto de la portada y el primer capítulo de El hijo de Neptuno confirma que Percy tendría un papel en el libro.
El 8 de agosto de 2011, Rick Riordan a conocer un vídeo que da más información sobre el libro y sus personajes. El vídeo incluye imágenes de un chico de pelo negro con un arco y flecha en sus manos, que luego resulta ser Frank Zhang. Un chico de cabello rubio que sostiene un oso de peluche, más tarde se reveló como Octavio. Una chica de cabello negro que llevaba armadura de oro y un manto púrpura sentado en un trono flanqueado por una estatua de un galgo de oro y otra de plata, ambos con los ojos rojos, que se reveló en el blog de Rick Riordan ser Reyna. Y otra chica que monta un caballo llamado Hazel Levesque. Además de esto, dos capítulos lanzados antes del lanzamiento del libro: uno fue puesto en el sitio web de Riordan y otro leído por Riordan en el cumpleaños de Percy, 18 de agosto.

## Personajes principales
Artículo Principal: Personajes de Percy Jackson
- Percy Jackson: Un semidiós hijo de Poseidón, y es el principal protagonista en el Percy Jackson y los Dioses del Olimpo. Él y Jason Grace han sido intercambiados de campamento y  Hera (Juno) ha borrado sus recuerdos. Percy es enviado a el campamento de Júpiter, de donde Jason viene. Él va en una búsqueda con Frank Zhang, hijo de Marte y Hazel Levesque, hija de Plutón para liberar a Tánatos, el que sostiene las puertas de la muerte. Al final del libro él tuvo éxito y lleva el campamento romano en la batalla contra el ejército de Gea y los campistas lo hacen Pretor. Sus recuerdos se restauran más o menos a la mitad del libro, cuando Percy bebe la sangre de las gorgonas.

- Frank Zhang: un hijo de Marte, el equivalente romano de Ares. Él es un semidiós romano del campamento de Júpiter, un campamento para semidioses romanos. Frank está enamorado de Hazel, quien siente lo mismo. Tiene la habilidad de convertirse en animales.

- Hazel Levesque: una niña afroamericana que es hermanastra de Nico e hija de Plutón, el equivalente romano de Hades. Ella ha sido resucitada por Nico desde su muerte en 1942 a la edad de 13 años, y recién ha vuelto de la muerte. Ella está enamorada de Frank Zhang. Ella es del campamento de entrenamiento romano, el campamento de Júpiter. Hazel es un poco tímida, pero puede ser valiente cuando tiene que serlo.

- Nico di Angelo: hermanastro de Hazel e hijo de Hades. Inicialmente, él es consciente de lo que Hera ha hecho para Percy y, en un principio, finge no saber quien es. Él es un semidiós griego cuya hermana, Bianca, está muerta. Él rescata a Hazel, su media hermana, desde los campos de Asfódelos, dándole una segunda oportunidad de vivir.

- Reyna: hija de Belona, la diosa romana de la guerra, y es pretora del Campamento Júpiter. Se descubrió que Reyna y su hermana Hylla eran sirvientas de la hechicera Circe. Annabeth Chase y Percy Jackson llegaron a la costa de la isla de Circe en El mar de los monstruos. Se escaparon de los piratas que invadieron la isla de Circe. Reyna fue al Campamento Júpiter y Hylla se va con las Amazonas y más tarde se convertirá en su reina.